# Funaria wijkii
Funaria wijkii är en bladmossart som beskrevs av R. S. Chopra 1975. Funaria wijkii ingår i släktet spåmossor, och familjen Funariaceae. Inga underarter finns listade i Catalogue of Life.